# Tlajung Udik
Tlajung Udik is een bestuurslaag in het regentschap Bogor van de provincie West-Java, Indonesië. Tlajung Udik telt 48.694 inwoners (volkstelling 2010).